# Адміністративний устрій Тячівського району
Адміністративний устрій Тячівського району — адміністративно-територіальний поділ Тячівського району Закарпатської області на 1 міську, 5 селищних і 31 сільську раду, які об'єднують 61 населений пункт та підпорядковані Тячівській районній раді. Адміністративний центр — місто Тячів.

## Список радТячівського району
| №  | Назва                                | Центр             | Населені пункти                                  | Площа км² | Місце за площею | Населення (2001), осіб. | Місце за населенням |
| -- | ------------------------------------ | ----------------- | ------------------------------------------------ | --------- | --------------- | ----------------------- | ------------------- |
| 1  | Тячівська міська рада                | м. Тячів          | м. Тячів с. Тячівка                              |           |                 |                         |                     |
| 2  | Буштинська селищна рада              | смт Буштино       | смт Буштино                                      |           |                 |                         |                     |
| 3  | Дубівська селищна рада               | смт Дубове        | смт Дубове с. Вишній Дубовець с. Нижній Дубовець |           |                 |                         |                     |
| 4  | Солотвинська селищна рада            | смт Солотвино     | смт Солотвино                                    |           |                 |                         |                     |
| 5  | Тересвянська селищна рада            | смт Тересва       | смт Тересва                                      |           |                 |                         |                     |
| 6  | Усть-Чорнянська селищна рада         | смт Усть-Чорна    | смт Усть-Чорна                                   |           |                 |                         |                     |
| 7  | Бедевлянська сільська рада           | с. Бедевля        | с. Бедевля с. Глиняний с. Дібрівка с. Руня       |           |                 |                         |                     |
| 8  | Біловарська сільська рада            | с. Біловарці      | с. Біловарці                                     |           |                 |                         |                     |
| 9  | Великоугольська сільська рада        | с. Велика Уголька | с. Велика Уголька                                |           |                 |                         |                     |
| 10 | Вільховецька сільська рада           | с. Вільхівці      | с. Вільхівці с. Вільхівчик с. Сасово             |           |                 |                         |                     |
| 11 | Вільховецько-Лазівська сільська рада | с. Вільхівці-Лази | с. Вільхівці-Лази с. Ракове                      |           |                 |                         |                     |
| 12 | Вонігівська сільська рада            | с. Вонігове       | с. Вонігове                                      |           |                 |                         |                     |
| 13 | Ганичівська сільська рада            | с. Ганичі         | с. Ганичі                                        |           |                 |                         |                     |
| 14 | Глибокопотіцька сільська рада        | с. Глибокий Потік | с. Глибокий Потік                                |           |                 |                         |                     |
| 15 | Грушівська сільська рада             | с. Грушово        | с. Грушово                                       |           |                 |                         |                     |
| 16 | Добрянська сільська рада             | с. Добрянське     | с. Добрянське                                    |           |                 |                         |                     |
| 17 | Дулівська сільська рада              | с. Дулово         | с. Дулово                                        |           |                 |                         |                     |
| 18 | Калинівська сільська рада            | с. Калини         | с. Калини                                        |           |                 |                         |                     |
| 19 | Колодненська сільська рада           | с. Колодне        | с. Колодне                                       |           |                 |                         |                     |
| 20 | Краснянська сільська рада            | с. Красна         | с. Красна                                        |           |                 |                         |                     |
| 21 | Кривська сільська рада               | с. Крива          | с. Крива                                         |           |                 |                         |                     |
| 22 | Кричівська сільська рада             | с. Кричово        | с. Кричово с. Росош                              |           |                 |                         |                     |
| 23 | Лазівська сільська рада              | с. Лази           | с. Лази с. Округла                               |           |                 |                         |                     |
| 24 | Лопухівська сільська рада            | с. Лопухів        | с. Лопухів                                       |           |                 |                         |                     |
| 25 | Нересницька сільська рада            | с. Нересниця      | с. Нересниця с. Підплеша                         |           |                 |                         |                     |
| 26 | Нижньоапшанська сільська рада        | с. Нижня Апша     | с. Нижня Апша с. Пещера с. Подішор               |           |                 |                         |                     |
| 27 | Новобарівська сільська рада          | с. Новобарово     | с. Новобарово                                    |           |                 |                         |                     |
| 28 | Новоселицька сільська рада           | с. Новоселиця     | с. Новоселиця с. Тисалово                        |           |                 |                         |                     |
| 29 | Руськомокрянська сільська рада       | с. Руська Мокра   | с. Руська Мокра с. Німецька Мокра                |           |                 |                         |                     |
| 30 | Русько-Полівська сільська рада       | с. Руське Поле    | с. Руське Поле                                   |           |                 |                         |                     |
| 31 | Тарасівська сільська рада            | с. Тарасівка      | с. Тарасівка                                     |           |                 |                         |                     |
| 32 | Тереблянська сільська рада           | с. Теребля        | с. Теребля                                       |           |                 |                         |                     |
| 33 | Тернівська сільська рада             | с. Терново        | с. Терново с. Вишоватий с. Петрушів              |           |                 |                         |                     |
| 34 | Топчинська сільська рада             | с. Топчино        | с. Топчино                                       |           |                 |                         |                     |
| 35 | Углянська сільська рада              | с. Угля           | с. Угля с. Бобове с. Груники с. Мала Уголька     |           |                 |                         |                     |
| 36 | Чумалівська сільська рада            | с. Чумальово      | с. Чумальово с. Рівне                            |           |                 |                         |                     |
| 37 | Широколузька сільська рада           | с. Широкий Луг    | с. Широкий Луг с. Пригідь с. Фонтиняси           |           |                 |                         |                     |

* Примітки: м. — місто, смт — селище міського типу, с. — село